# Hawkeye (computerspel)
Hawkeye is een computerspel dat in 1988 werd ontwikkeld door Boys without Brains en uitgegeven door Thalamus Ltd voor de Commodore 64.
Het spel is een horizontaal platformspel waarin de speler Hawkeye bestuurt. In het spel zijn haviksogen te zien die de speler in de juiste richting sturen om een puzzelelement op te lossen, en het veld uit te kunnen spelen. Er zijn hiervoor in elk veld vier puzzelstukjes nodig. In totaal bevat het spel 12 velden en een bonuslevel.
Hawkeye kan kiezen uit vier verschillende wapens met elk unieke eigenschappen, zoals sneller schieten of meer schade aan vijanden.